# Публий Фульвий Лонг
Публий Фульвий Лонг (лат. Publius Fulvius Longus; IV век до н. э.) — римский политический деятель, триумвир по выведению колоний в 313 году до н. э. Совместно с Марком Валерием Корвом и Децимом Юнием Брутом Сцевой занимался организацией латинской колонии в городе Сатикула в Самнии. Публий упоминается только в одном источнике, у Феста, причём его номен в тексте Флувий (Fluvius); антиковеды полагают, что произошла ошибка и что триумвир принадлежал к знатному плебейскому роду Фульвиев.